# Norair Norikian
Norair Norikian, född 26 juli 1948 i Sliven, död 11 mars 2025, var en bulgarisk tyngdlyftare med armenisk familjebakgrund.
Norikian blev olympisk guldmedaljör i 60-kilosklassen i tyngdlyftning vid sommarspelen 1972 i München. Han tog sitt andra OS-guld vid sommar-OS 1976 i Toronto.